# Henry Williams
Pour les articles homonymes, voir Henry Williams (missionnaire) et Williams.
Henry Williams, né le 6 juin 1970 à Indianapolis dans l'Indiana et mort le 13 mars 2018, est un joueur américain de basket-ball. Il évoluait au poste d'arrière.

## Palmarès
- Médaille de bronze au championnat du monde 1990.